# Panales (Hidalgo)
Panales es una localidad de México localizada en el municipio de Ixmiquilpan en el estado de Hidalgo.

## Geografía
Se encuentra en la región geográfica de la Valle del Mezquital. A la localidad le corresponden las coordenadas geográficas 20° 28’ 08.372” de latitud norte y 99° 16’ 03.742” de longitud oeste, con una altitud de 1765 m s. n. m.  Cuenta con un clima seco semicálido.
En cuanto a fisiografía se encuentra en la provincia del Eje Neovolcánico, dentro de la subprovincia de Llanuras y Sierras de Querétaro e Hidalgo; su terreno es de lomerío y sierra. En lo que respecta a la hidrografía se encuentra posicionado en la región del Pánuco, dentro de la cuenca del río Moctezuma, en la subcuenca del río Tula.

## Demografía
En 2010 registró una población de 3742 personas, lo que corresponde al 3.79 % de la población municipal. De los cuales 1770 son hombres y 1972 son mujeres.
| Gráfica de evolución demográfica de Panales entre 1900 y 2020 |
|                                                               |
| Población registrada por los censos y conteos del INEGI.      |